# Robert Stockhammer
Robert Stockhammer (* 19. August 1960 in München) ist ein deutscher Literaturwissenschaftler (Komparatist) und Professor am Institut für Allgemeine und Vergleichende Literaturwissenschaft der LMU München.

## Leben
Stockhammer studierte Literaturwissenschaft, Linguistik und Philosophie, zunächst in München, dann vor allem an der Freien Universität Berlin. Im Anschluss an seine Promotion 1989 war er Wissenschaftlicher Mitarbeiter bei Winfried Menninghaus am Peter-Szondi-Institut, wo er sich auch 1998 habilitierte. Zwischen 2000 und 2007 arbeitete er am Zentrum für Literatur- und Kulturforschung. Seit 2007 ist er Professor am Institut für Allgemeine und Vergleichende Literaturwissenschaft der LMU München. Dort war er unter anderem Sprecher des DFG-Graduiertenkollegs „Funktionen des Literarischen in Prozessen der Globalisierung“. Gastprofessuren führten ihn an die Johann Wolfgang Goethe-Universität Frankfurt am Main sowie die École normale supérieure (Paris). 2012 wurde er als ordentliches Mitglied in die Academia Europaea aufgenommen.

## Forschung
Zu Stockhammers Forschungsschwerpunkten zählen die deutsch-, englisch- und französischsprachige Literatur vor allem seit dem 18. Jahrhundert, darunter auch afrikanische Literaturen, die Geschichte der Grammatik, Rhetorik und Philologie, das Verhältnis von Globalisierung und Literatur (unter Aspekten wie Mehrsprachigkeit, Kosmopolitismus und Klimawandel), die Beziehungen der Literatur zu anderen Wissensformen und Medien (insbesondere Kartografie), das Verhältnis von Pop und Politik, sowie Figuren von zweifelhafter Existenz (Gespenster, Außerirdische, Zauberer, Schäfer und ähnliche).

## Veröffentlichungen

### Monographien
- Leseerzählungen. Alternativen zum hermeneutischen Verfahren, Metzler (M&P Verlag), Stuttgart 1991.
- Zaubertexte. Die Wiederkehr der Magie und die Literatur, Akademie Verlag, Berlin 2000.
- Ruanda. Über einen anderen Genozid schreiben, Suhrkamp 2005.
- Kartierung der Erde. Macht und Lust in Karten und Literatur, Fink Verlag 2007.
- Grammatik. Wissen und Macht in der Geschichte einer sprachlichen Institution, Suhrkamp, Berlin 2014.
- Afrikanische Philologie, Suhrkamp, Berlin 2016, ISBN 978-3-518-29763-6.
- «1967». Pop, Grammatologie und Politik. Wilhelm Fink Verlag, Paderborn 2017, ISBN 978-3-7705-6161-2.

### Aufsatzsammlung
- ‘Literatur’, nach einem Genozid. Äußerungsakte, Äußerungsformen, Äußerungsdelikte, Shaker Verlag, Aachen 2010.

### Editionen/Sammelbände
- Gespensterbuch,  hrsg. von Johann August Apel und Friedrich Laun, ausgewählt und mit einem Nachwort versehen von Robert Stockhammer, Frankfurt am Main/Leipzig 1992.
- mit Mona Körte: Ahasvers Spur. Dichtungen und Dokumente vom „Ewigen Juden“, Reclam-Verlag, Leipzig 1995.
- mit Justus Fetscher: Marsmenschen. Wie die Außerirdischen gesucht und erfunden wurden, Reclam-Verlag, Leipzig 1997.
- mit Gerhard Bauer: Möglichkeitssinn. Phantasie und Phantastik in der Erzählliteratur des 20. Jahrhunderts, Westdeutscher Verlag, Wiesbaden 2000.
- hrsg. v. Michael Franz, Inge Baxmann und Wolfgang Schäffner unter Mitarbeit von Bernhard Siegert und Robert Stockhammer Das Laokoon-Paradigma. Zeichenregime im 18. Jahrhundert, Akademie Verlag, Berlin 2000.
- Grenzwerte des Ästhetischen, Suhrkamp, Frankfurt am Main 2002.
- TopoGraphien der Moderne. Medien der Repräsentation und Konstruktion von Räumen, Fink Verlag, München 2005.
- mit Michael Franz, Wolfgang Schäffner, Bernhard Siegert: Electric Laokoon. Zeichen und Medien, von der Lochkarte zur Grammatologie, Akademie Verlag, Berlin 2007.
- mit Susan Arndt, Dirk Naguschewski: Exophonie. Anders-Sprachigkeit (in) der Literatur, Kadmos Verlag, Berlin 2007.